# Presuntos Implicados
Presuntos Implicados fue un grupo musical español nacido en Yecla (Murcia) y afincado en Valencia, formado a principios de la década de los 80. Desde 2008, tras la partida de Sole Giménez, el grupo estaba formado por Lydia Rodríguez, Juan Luis Giménez y Nacho Mañó. Las ventas globales en la carrera de Presuntos Implicados superan los tres millones de copias, de las que un millón y medio han sido en España, donde han recibido catorce discos de platino.

## Inicios
Presuntos Implicados comenzó su carrera artística en Yecla (Murcia) en 1983 cuando, tras formar una banda funk de once miembros y siguiendo las inquietudes artísticas de Juan Luis, grabaron una maqueta y trataron de presentarla ante las discográficas que operaban en el mercado en aquella época. Poco después, quedaron finalistas del concurso de maquetas Rock Spezial y se presentaron al concurso Don Domingo, creado por Radio Nacional de España y del que resultaron ganadores. Esto les llevó a grabar un disco, En el Transistor, donde aparecían con el resto de grupos que habían quedado clasificados.
Gracias a este concurso, consiguieron por fin la atención de la industria y grabaron con RCA, ya como trío formado por Sole, Juan Luis y Pablo Gómez, el LP Danzad, Danzad, Malditos de estilo principalmente funky. Las diferencias de planteamiento con la discográfica, que quería un sonido más cercano a grupos muy vendedores de ese momento como Objetivo Birmania, sumado a la inexperiencia del grupo, hicieron que el disco no terminase con el resultado deseado, aunque algunas canciones como Miss Circuitos llegaron a ser bastante conocidas en las discotecas.

## 1987
En los últimos años de los ochenta, Presuntos Implicados se afinca en Valencia y, en 1987, ficha por Intermitente, compañía independiente formada por (entre otros) Vicente Mañó, y se propone grabar el disco De Sol a Sol con Nacho Mañó como productor. En esa grabación se reorienta el estilo del grupo y se le da un giro radical a su carrera, formándose finalmente el grupo tal y como se conoce en la actualidad, con Nacho Mañó como tercer integrante. Vicente Mañó, a su vez, se convierte en el mánager del grupo.
El disco se llegó a editar, pero con muy escasos medios y con una promoción muy limitada, pero eso no impidió que algunas canciones llegaran a destacar, como fue el caso de En la Oscuridad.
Gracias a ese disco WEA se fijó en ellos y les ofreció la posibilidad de editar un nuevo disco. Para entonces, Presuntos Implicados tenía mucho más definido su estilo y sus aspiraciones musicales. Apostaron por el Pop (con una clara influencia de la música negra, Jazz y Soul), música ligera y melódica y baladas a medio tiempo, estilo en el que han destacado posteriormente.

## 1989 - 1995
El primer disco ampliamente conocido de Presuntos Implicados fue Alma de Blues, editado por WEA en 1989, que incluía canciones tan exitosas como Alma de Blues, Cada Historia, o Me Das el Mar. El disco se realizó esta vez con un presupuesto más adecuado y llegó a ser doble Disco de Platino. En total, pasó de 200.000 copias en su momento y supuso no solo el éxito del trío, sino también la carta de presentación que restauraba su credibilidad en la industria musical y el reconocimiento no solo del público, sino también de los medios, que lo definieron como un trabajo muy elegante y de elevada calidad, adjetivos que acompañarán al grupo el resto de su carrera. Grabado en los estudios The Sound (Madrid) Ingeniero de sonido Tito Saavedra   productores Fernando Sancho y Tomás Wolf. Técnico de Sonido Javier Campillo.
A principios de 1991 termina la gira de Alma de Blues y comienza la grabación de Ser de Agua, publicado por WEA el 30 de noviembre de 1991. Gran apuesta de la compañía y del grupo, se triplicó el presupuesto de Alma de Blues y se grabó entre Madrid, Londres y Valencia. El disco continua con las influencias que habían demostrado entonces: Balada Pop, Blues, Soul, Jazz, Funk y un claro aire mediterráneo. Incluye el tema Cómo hemos cambiado, considerado uno de los mayores éxitos en la discografía de la banda.
En un solo mes vendieron más de 100.000 copias y, con el paso del tiempo, se convirtió en el álbum más vendido en la historia de Presuntos Implicados, con más de 400.000 unidades vendidas en España (cuádruple Disco de Platino). Además, se convirtió en uno de los álbumes más exportados, vendiéndose en Hispanoamérica y en Japón o Reino Unido. Ganaron numerosos premios, Ondas incluidos, y coparon los números uno de las listas de ventas. De los 11 temas que componen el disco, 7 fueron sencillos.
Tras una gira y promoción muy extensa volvieron inmediatamente al estudio para grabar El Pan y la Sal que, si bien no supone una gran novedad en cuanto a ritmos se refiere, sí está considerado como uno de los mejores discos de su carrera, con temas como Mi pequeño tesoro. Sin embargo, este disco no conllevó un alto nivel de ventas, quizás por su tono intimista y relajado o por su continuidad dentro del tono de Ser de Agua. Aun así, vendieron 220.000 copias y ganaron varios Premios Ondas.
En 1995, siguiendo las tendencias del momento de grabar discos en directo, Presuntos Implicados decidió editar un doble disco grabado en directo revisando su discografía, a excepción de Danzad, Danzad, Malditos que nunca ha sido muy bien considerado por el grupo.
Los días 13 y 14 de septiembre de 1995 se grabó La Noche en el Palau de la Música de Valencia. El concierto se componía de tres secciones: Latin Jazz, Quinteto y Gran Banda, donde revisaron sus temas más importantes y añadieron dos inéditos. La gran aportación de La Noche a la carrera de Presuntos Implicados es quizás la orientación que dieron a los temas ya conocidos, sin limitarse a reeditarlos, sino que los versionaron completamente. El concierto contó con la colaboración de Teo Cardalda (ex componente de Golpes Bajos y actual miembro de Cómplices), Randy Crawford, Ana Torroja (aunque finalmente la discográfica de Ana negó los permisos para que la canción fuese incluida en el disco original) Chano Domínguez, Jorge Pardo, Chris Whitten, y Chris Cameron  entre otros.
El disco se puso a la venta como doble CD el 23 de octubre de 1995 y solo se extrajeron tres sencillos, quizás por lo conocido de los temas. En total, se vendieron algo más de 120.000 ejemplares. También se retransmitió el concierto por TVE y se editó una copia en formato vídeo.

## 1997 - 2006
Con el disco de La Noche Presuntos Implicados da por cerrada una etapa de su trayectoria musical y, el 7 de julio de 1997 (7/7/1997) comienzan a grabar su séptimo álbum, llamado Siete.
Versión Original (su octavo disco) supone, de nuevo, una ruptura del grupo con el tipo de música dentro del cual habían sido catalogados, pero sin perder el estilo característico de Presuntos. Editado en 1999, es un disco compuesto básicamente por versiones de canciones que, de una forma u otra, han influido en las vidas y desarrollo musical de cada uno de los miembros del grupo. De carácter claramente latino con incursiones en la música brasileña, los boleros mexicanos y la trova cubana agrupa colaboraciones con artistas tan importantes como Toquinho, Milton Nascimento, Pancho Céspedes o Armando Manzanero. Es también una de las pocas ocasiones en las que Presuntos interpreta temas que no han sido compuestos por ellos. En los cinco primeros días, Versión Original vendió más de 150.000 copias y se posicionó en el número uno de las listas de ventas de España.
El 8 de octubre de 2001 Presuntos Implicados saca al mercado Gente, su noveno disco y una nueva renovación de la banda, cambiando de nuevo su forma de interpretar las canciones y buscando nuevos ritmos y colaboraciones, pero sin perder su sonido característico y, por supuesto, con una base pop muy elegante.
Para celebrar sus 20 años del nacimiento del grupo y los más de 15 en el panorama musical, en 2003 publican una serie de recopilatorios que incluían, por un lado, dos CD con las canciones más relevantes del grupo y un DVD con sus videoclips correspondientes (Selección Natural) y, por otro, un CD que reunía algunas rarezas y colaboraciones del grupo (Selección Inédita)
El 12 de noviembre de 2002, se homenajeó al grupo con tres discos de diamante por la venta de todos sus discos hasta esa fecha.
Dos años después, el 8 de marzo de 2005, Presuntos Implicados publicó el que se convertiría en su último disco con canciones originales, Postales, un disco muy cargado de contenido social. El disco se edita en dos versiones, la normal con 12 canciones, y la especial con una serie de postales y dos canciones extra. Un disco que mezcla fusiones de Pop, Bossa nova, Bolero y música negra contemporánea y con las colaboraciones de Las Niñas o La Excepción.
En enero de 2006, Sole Giménez publica un comunicado para hacer pública su decisión de abandonar el grupo tras la serie de conciertos en acústico que tenían programados. Las razones no han trascendido salvo las explicaciones dadas por la cantante, como su "manera distinta y personal de entender las relaciones".

## 2007-2019
En 2008 llega el álbum Será con la nueva vocalista Lydia, conocida por el público español como solista y representante en Eurovisión en 1999 con el sencillo "No quiero escuchar" y que ya tenía editados tres discos en solitario. Con su primer trabajo, publicado con tan solo dieciséis años, obtuvo ya un gran éxito.
En septiembre de 2011 aparece el nuevo trabajo del grupo, "Banda sonora", conceptual en torno al tema del cine. Fueron nominados en los Grammy Latino 2012 a mejor álbum pop vocal tradicional.
En 2013, regresan con un nuevo material titulado "La Noche 2" en formato CD+DVD, es la segunda versión de su disco en directo "La Noche" lanzado en 1995, se grabó en el recinto El Plaza Condesa ubicado en la Ciudad de México, tuvo la colaboración de otros artistas como Leonel García, Sandoval, Santiago Cruz y Tommy Torres.
El 3 de septiembre de 2015, el grupo anunció que se iba a tomar una pausa durante su actuación en el concierto organizado en Madrid por Cadena Dial para celebrar su vigésimo quinto aniversario. Sin embargo, siguieron realizando conciertos esporádicamente.

## 2019 - 2021: punto final
El grupo anuncia en Facebook que vuelven a la composición y a mediados de junio publican su nuevo sencillo, “Mentiras”.
En febrero de 2021 publican el sencillo "El Vórtice del Tiempo" a la vez que se despiden con esta nota publicada en su página oficial de Facebook: 
"Queridos amigos y seguidores, esta es ante todo una nota de agradecimiento por tantos años de canciones y encuentros. Hoy os comunicamos que PRESUNTOS IMPLICADOS cesa su actividad como tal. Ha sido un sueño hecho realidad, lleno de momentos y memorias imborrables. Sabed que... siempre nos quedará la Música."

## Discografía
| Año  | Nombre del Disco                                        | Discográfica | Comentarios                                                                                                   |
| ---- | ------------------------------------------------------- | ------------ | --- |
| 1986 | Danzad, Danzad Malditos                                 | RCA          | Descatalogado. Reeditado en 1993                                                                              |
| 1987 | De Sol a Sol                                            | Intermitente | Reeditado por WEA en 1990                                                                                     |
| 1989 | Alma de Blues                                           | WEA          | 3× |
| 1991 | Ser de Agua                                             | WEA          | 4× |
| 1994 | El Pan y la Sal                                         | WEA          | |
| 1995 | La Noche                                                | WEA          | [ 11 ] |
| 1997 | Siete                                                   | WEA          | |
| 1999 | Versión Original                                        | WEA          | 2× |
| 2001 | Gente                                                   | WEA          | |
| 2003 | Grandes Éxitos. Selección Natural                       | WEA          | Doble CD recopilatorio más DVD.                                                                               |
| 2003 | Selección Inédita                                       | WEA          | |
| 2005 | Postales                                                | WEA          | Editado en dos versiones: la normal con 12 canciones, la especial con 14.                                     |
| 2006 | Todas las Flores: La Colección Definitiva               | WEA          | CD recopilatorio + DVD                                                                                        |
| 2008 | Será                                                    | WEA          | En iTunes se regalan dos canciones no contenidas en el CD.                                                    |
| 2011 | Banda sonora                                            | WEA          | La versión peninsular se compone de 10 canciones. La versión mexicana contiene 13.                            |
| 2013 | Zona Preferente: 'La Noche 2 desde la Ciudad de México' | WEA México   | CD en directo + DVD. Grabado en la Ciudad de México bajo el formato "Zona Preferente" de Warner Music México. |

### Rarezas
| Año  | Descripción      | Comentarios |
| ---- | ---------------- | --- |
| 1983 | En el transistor | Disco editado con los ganadores del concurso Don Domingo. Presuntos Implicados interpreta: 1. Miss circuitos 2. En el transistor                                                              |
| 1989 | Lágrimas         | Casete con las 10 canciones del primer disco de Presuntos: Danzad, danzad, malditos. |
| 1994 | Pequeñas cosas   | Maxi CD regalado en la promoción de El pan y la sal. Incluye tres temas interpretados en versión jazz: 1. Aquellas pequeñas cosas (de Joan Manuel Serrat) 2. Me das el mar 3. Asoma el llanto |
| 2000 | Aquí y ahora     | Presuntos Implicados colabora, junto con otros artistas, en un CD benéfico patrocinado por Cocacola. Incluye: 1. Aquí y ahora (composición original inédita) 2. Medley (en directo)           |
| 2001 | Paz              | CD de felicitación navideña de la cadena española de radio Los 40 Principales con un único tema interpretado por Presuntos Implicados. Incluye: 1. Paz (composición original inédita)         |